# Pantoffelheld
Een pantoffelheld is het (bijna) tegenovergestelde van een held: het is iemand die het heldendom met de mond en thuis op sloffen uitdraagt. De pantoffel wordt ook wel huisschoen genoemd. Een held die zijn huis niet verlaat om iets Groots te doen is er een van het type: "veel geblaat en weinig wol".
Een andere uitdrukking voor een pantoffelheld is een held op sokken.
Vergelijkbaar zijn de salonsocialist en de saloncommunist.